# Nagy B. István
Nagy B. István (Szilvásvárad, 1933. május 8. – Budapest, 2006. augusztus 22.) Munkácsy Mihály-díjas (1983) magyar festő, egyetemi tanár.

## Élete
Nagy B. István Szilvásváradon született 1933. május 8-án Nagy Ferenc és Füstöss Ida gyermekeként.
1951-1956 között az Iparművészeti Főiskola gobelin szakán tanult. 1956-1959 között elvégezte a Képzőművészeti Főiskola festő szakát is, ahol Ferenczy Noémi, Szőnyi István, Bernáth Aurél tanítványa volt.
1961-től állította ki műveit. Több tanulmányúton vett részt (1972: USA, Kanada, 1976: Finnország, 1980: Kuba, 1983-1984: Róma, 1985: NSZK, 1989: Oslo, 1989: Ausztria). 1978-1986 között a Képzőművészeti Szövetség területi tanácsadó titkára, 1981–től a választmány tagja volt. 1988-tól az Egri Tanárképző Főiskola rajz szakos tanszékvezető főiskolai tanára volt. 1995-ben a Minnesotai Egyetem vendégtanára volt.
2006. augusztus 22-én hunyt el Budapesten.

## Magánélete
1959-ben feleségül vette Somogyi-Tóth Zsuzsannát. Két gyermekük született; Julianna (1963) és Ágoston (1965).

## Egyéni kiállításai
- 1970 Kossuth Lajos Tudományegyetem
- 1971 Eger, Budapest, Nyíregyháza
- 1972 Tokaj, Tata, Nyírbátor
- 1974 Vác, Nyíregyháza
- 1975 Sárospatak
- 1984 Róma
- 1986, 1991, 1998-1999 Vác
- 1987 Cegléd
- 1990, 1999, 2001 Eger
- 1994, 1997-1998, 2000-2002, 2006 Budapest
- 1996 Dunaújváros
- 1997-1998 Szolnok
- 1999 Zebegény
- 2000 Pannonhalma
- 2001 Debrecen
- 2006 Balassagyarmat

## Művei
| - Rákóczi (1938) - Lovas (1944) - Utcarészlet (1959) - Könyöklő portré apámról (1961) - Városrészlet (1961) - Alsóörs (1962) - Várakozás a révre (1962) - Palántázók (1963) - Zsuzsi Julikával (1963) - Párducok (1964) - Fekete fej (1965) - Dunakanyar (1965) - Csónakok a stégnél (1965) - Önarckép (1965) - Zsuzsi portréja (1965) - Önarckép kalapban (1965) - Csendélet fikusszal és gyümölcsökkel (1965) - Anya gyerekkel (1965) - Magot néző (1965) - Alvó Zsuzsi (1965) - Utcai csoport (1965) - Kőfal kapuval (1965) - Zsámbék (1965, 1970, 1981-1982, 1984, 1996, 2000, 2004-2005) - Apám olvas (1966) - N. Tanárnő (1966) - Julika Zsámbékon (1966) - Város (1967) - Nekrológ Apámról (1967) - Apáink (1967) - Fekete Zsámbék (1967) - Zsámbéki ablak (1968) - Szakállas (1969) - Híd - kék alkonyban (1969) - Alattvaló (1969) - Triptichon a méhekről (1969) - Sárga fej (1969) - Zsámbék zöldben (1969) - Vázlat az „Alattvaló” - témához (1970) - Sárga Zsámbék (1970) - Piros Zsámbék (1970) - Eltévedt Ikarosz (1970) - Zöld Zsámbék (1971) - Zsámbéki tél (1971) - Zsámbéki szél (1971) - Tavasz (1971) - Valaki a nádasban (1972) - Aquarius (1973) - Julika portréja (1973) - Zsámbéki hajnal (1973) - Megjött... (1973) - Játék a hídon (1973) - Próbafúrás (1974) - Váci napló (1974) - Egy város vázlata (1974) - Kék utazás (1974) - Zsámbéki föld (1974) - A riport (1975) - Öreg táj (1975) - Zsámbéki ég II. (1975) - Híd II. (1975) - Zsámbéki csata (1975) - Niké (1976) - A Falat (1976) - Mellékszereplők (1976) - Anyóca és Bátyó (1977) - Hunta (1977) - A nagy férfiú emlékirataiból (1977) - Céltáblák (1977) - Gyulu bácsi (1977) - Tatlin (1978) - Az öreg varázsló (1978) - Öreg és harcos (1978) - Gangon (1978) - Társaság (1978) - Egy nyerészkedő álma (1978) - Séta a fiával (1978) - Vándor királyok (1978) - Honfoglalás (1979) - Turistalány (1979) - Mr. Kocza (1979) - Séta (1979) - Az ünnepély vége (1979) - Barátnők (1979) - Kis vörös Zsámbék (1980) - Anya csodagyerekkel (1980) - Zsámbék XXX. (1980) - Batu Kán pesti rokona (1980) - A dudás mester hazatérése (1980) - Modell és festő (1980) - Szaladó (1981) - Kritiszőz (1981) - Kritiszőr (1981) - Reggel (1981) - Megjöttetek (1981) - Integetők (1981) - Hazatérő család (1981) - Örömapa (1981) - A látogató érkezése (1981) - A szent család (1981) - Zsámbék XL. (1982) - Bürokrata önarckép (1982) - Zsámbék XLVI. (1983) - Zsámbék XLIX. (1983) - Petőfi Sándor igazi arca (1983) - Róma beszélő szobrai I.-VI. (1984) - Róma beszélő szobrai IX. (1984) - Róma beszélő szobrai XII.-XIII. (1984) - Jegyzet a földekről (1984) - Mozaik a Miskolci Gyermekvárosban (1984) - Római árkádok (1984) - El Greco - Tanulmány I.-II. (1985) - A művész (1985) - A kék falat (1985) - Zsámbéki tanulmány (1985) - Csaholók (1985) - Egy ugródeszka emlékirataiból (1985) - Ojjé, a ligetben! (1985) - Pillantás a kartársnőkre (1985) - A lila generális szerelme (1986) - Figurák (1986) - El Greco - Tanulmány III-IV. (1986) - Okkerszínű Zsámbék (1986) - El Greco - Tanulmány V. (1987) - A zöld menyét (1987) - Csoport I.-II. (1987) - El Greco - Tanulmány VI.-VII. (1988) - Dialógus (1987-1988) - Karinthy (1988) - El Greco - Tanulmány VIII.-IX. (1989) | - El Greco - Tanulmány X. (1990) - Zsámbék LIX. (1990) - Zsámbék XXI. (1991) - El Greco - Tanulmány XI.-XII. (1991) - El Greco - Tanulmány XII.-XIII. (1992) - Patkányos (1994) - Dóra (1995) - Néző (1995) - Etuka (1995) - Karesz (1995) - Agamemnon (1995) - Arany rom (1995) - Figura káddal (1995) - Zsámbék LIII. (1995) - Zsámbék LXVII. (1995) - El Greco - Tanulmány XIV. (1996) - Zsámbék - Kérges (1996) - Apolló (1996) - Ikrek (1996) - Edit (1996) - Odüsszeusz és Nauszikaa (1996) - Zsámbék LXIII. (1997) - El Greco - Tanulmány XV.-XVI. (1997) - Másik Edit (1997) - Hérosz (1998) - Kalhec és Bosztromin (1998) - Kérdő (1998) - Szarvasfiú (1998) - Szlovén Elza (1998) - El Greco - Tanulmány XVII.-XIX. (1998) - El Greco - Tanulmány XX.-XXI. (1999) - Zsámbék LXV.-LXVI. (1999) - Zsámbék LXIX. (1999) - Zsámbék LXVIII. (2000) - Zsámbék LXX. (2000) - El Greco - Tanulmány XXII.-XXIII. (2000) - Férfi (2001) - Vasjankó (2001) - Kisember (2001) - Agg (2001) - Bordó Zsámbék (2001) - Fiatalság - öregség I. (2001) - Fiatalság - öregség II.-III. (2002) - Fiatalság - öregség VIII. (2002) - El Greco - Tanulmány XXV.-XXVII. (2002) - Zorkó (2002) - Anyuka (2002) - Napfogyatkozás (2002) - Diána (2002) - Önarckép (2002) - Zsámbék LXXI. (2002) - Fiatalság - öregség XV.-XVIII. (2003) - Fiatalság - öregség XX. (2003) - Zsámbék LXXII. (2003) - Zsámbék LXXV.-LXXVI. (2004) - Zsámbék LXXIX.-LXXX. (2004) - Maestro (2004) - Fiúka (2004) - Fej (2005) - Döme (2005) - Domicilla (2005) - Fehér Prof. (2005) - Jánusz tarkója (2005) - Utolsó tekintet (2006) - Zsámbék LXXXI. (2006) - János Apostol (2006) - Péter Apostol (2006) - Jakab Apostol (2006) - Simon Apostol (2006) - Pál Apostol (2006) - András Apostol (2006) - Tamás Apostol (2006) - Fülöp Apostol (2006) - Lukács Apostol (2006) - Zöld tekintet (2006) |

## Díjai, kitüntetései
- II. Országos Festészeti Biennálé, Szeged – Művészeti Alap díja	(1985)
- 40 Alkotó Év, Műcsarnok – Művelődési Minisztérium nívódíja	(1985)
- V. (lehet tudni, hogy milyen) Triennálé, Szolnok – (lehet tudni, hogy milyen díj?)	(1987)
- III. Országos Festészeti Biennálé,  Szeged –  Szeged Város Alkotói díja	(1987)
- Neufeld Anna díj	(1987)
- Magyar Vöröskereszt pályázatának különdíja	(1987)
- III. Szegedi Táblaképfesztészeti Biennálé – Alkotói díja	(1987)
- Ceglédi Galéria emléklapja	(1988)
- Országos Karinhy pályázat fődíja	(1988)
- Civitas Agriensis Commodissima Foret toti Hungariae Superiori emlékérem, Eger	(1990)
- XXII. Salgótarjáni Tavaszi Tárlat – Borsod-Abaúj-Zemplén megye Önkormányzata díja	(1993)
- XII. Debreceni Országos Nyári Tárlat – Debrecen Város díja	(1993)
- Magyar Köztársaság Művelődési és Közoktatási Minisztere Magyar Felsőoktatásért emlékplakett	(1996)
- Eszterházy Károly-emlékérem, Eger	(1999)
- Pro Academia Agriensi kitüntető cím adományozása, Eger	(2002)
- Pedagógus Szolgálati emlékérem	(2003)
- X. Szegedi Táblaképfestészeti Biennálé – Magyar Alkotóművészek Országos Egyesületének díja	(2004)
- Vác Város Művelődéséért díja	(2006)

## Külső hivatkozások
- Artportal.hu